# Orsennes
 Orsennes  es una población y comuna francesa, en la región de  Centro, departamento de Indre, en el distrito de La Châtre y cantón de Aigurande.

## Demografía
| 1446 | 1372 | 1185 | 1015 | 913 | 791 |
| Para los censos de 1962 a 1999 la población legal corresponde a la población sin duplicidades (Fuente: INSEE [Consultar]) |      |      |      |     |     |